# Église de la Trinité de Kerfeunteun

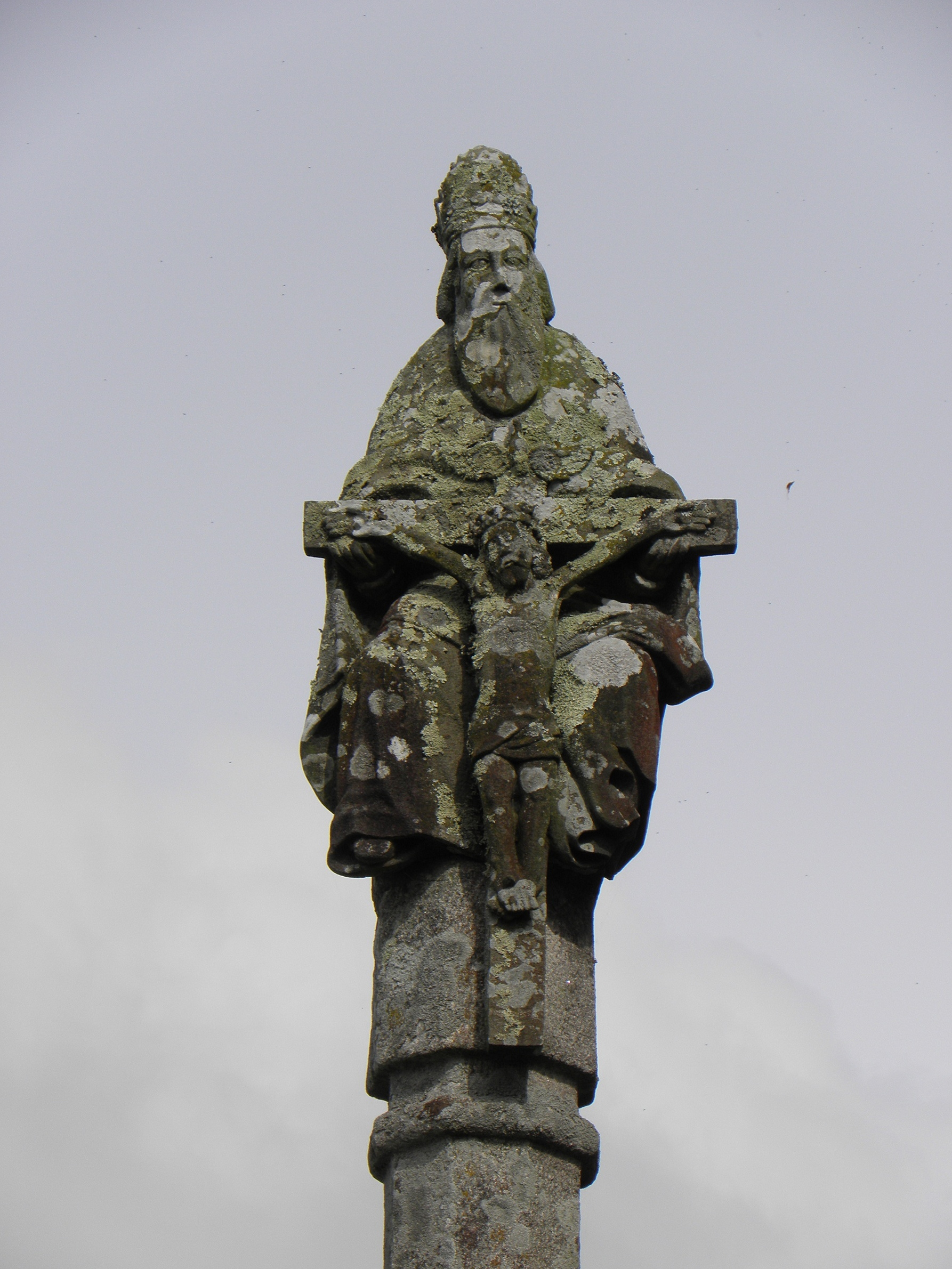
Détail du calvaire de l'église de la Trinité de Kerfeunteun

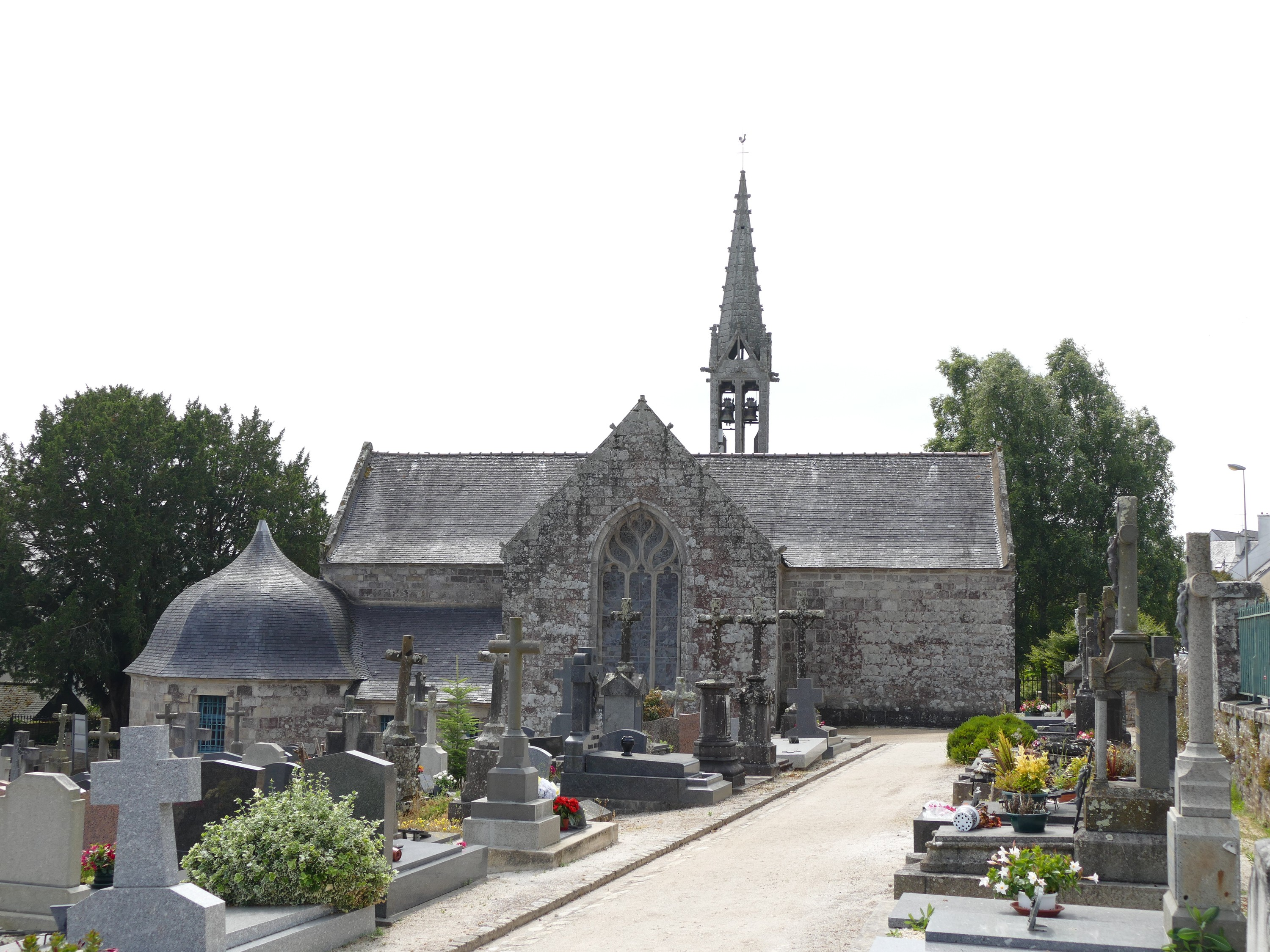
Église de la Trinité de Kerfeunteun début XXIe siècle, vue orientale.

L'église de la Trinité, ou de la Sainte Trinité, de Kerfeunteun est une église de style gothique du XVIe siècle située à Quimper.

## Historique
Si le début de la construction remonte aux XVIe et XVIIe siècles, les plans de l'église ont été modifiés jusqu'au XXe siècle. Elle est notamment reconstruite en partie avec des matériaux provenant du manoir de la Forêt, détruit en 1943.

## Description

### Extérieur
L'édifice est initialement entouré d'un cimetière confiné dans un enclos paroissial. Les tombes du coté occidental sont déplacées au milieu du XXe siècle au profit d'un ensemble paysagé.
Dans l'enclos, on trouve un calvaire haut de 8,50 m du daté du XVe siècle représentant la Trinité et une fontaine dont saint Corentin, patron de la ville de Quimper, en aurait fait jaillir la source selon la légende.

### Le calvaire de la Trinité
Le groupe de La Trinité sur le calvaire à la particularité de représenter Dieu le père rehaussé d’une tiare pontificale, portant son fils, Jésus, en croix. Une colombe représente le Saint-Esprit. 

« Une originalité que l’on doit à l’époque de sa création (XVe siècle), où il fallait bien affirmer les orientations prises par le catholicisme pendant le Moyen-Âge par rapport au protestantisme » »

— Kim Quéniart.

### Un vitrail duXVIesiècle

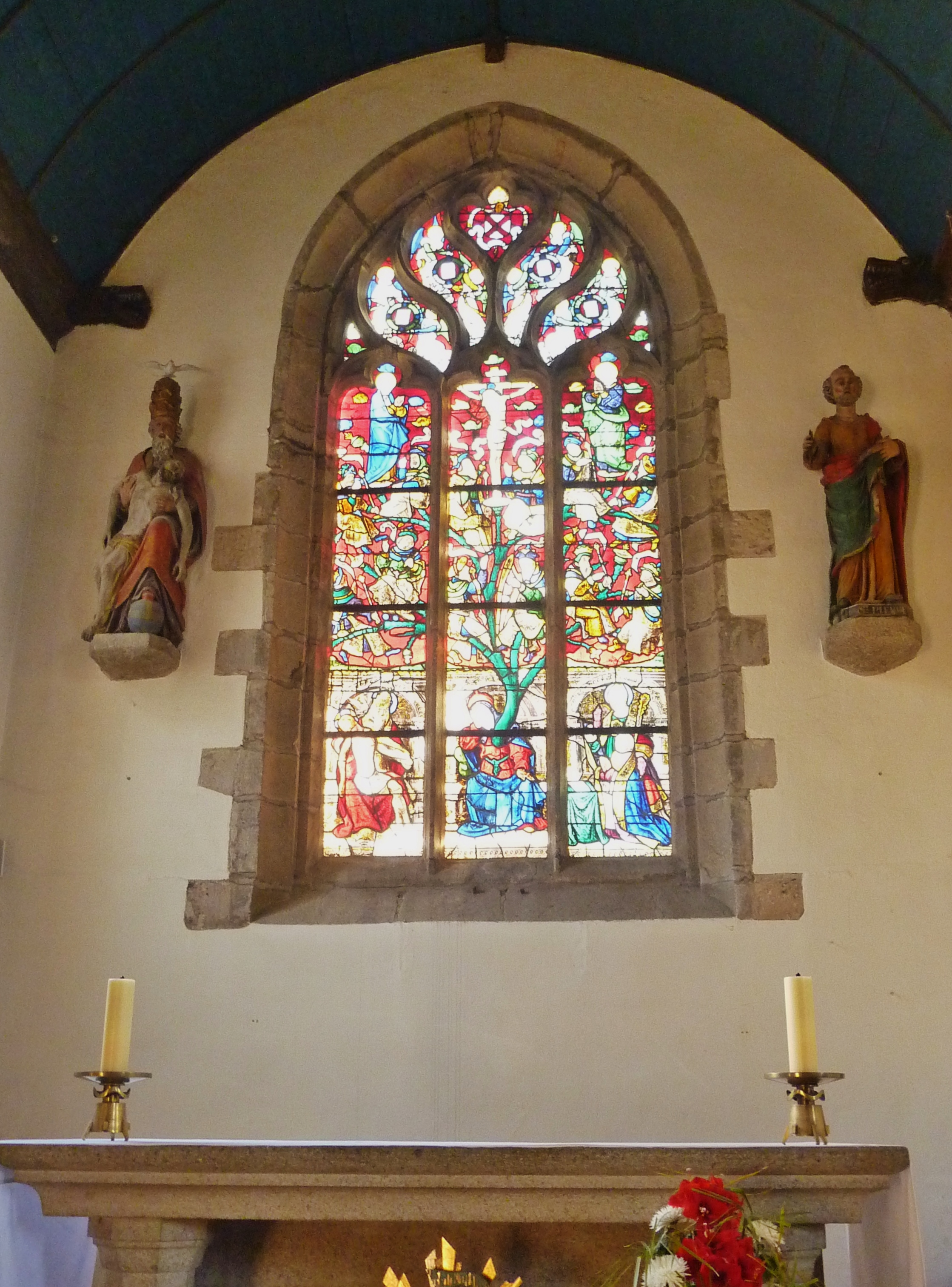
L'arbre de Jessé de Kerfeunteun en Quimper

Le vitrail de l'Arbre de Jessé date du XVIe siècle. Sa datation a posé des problèmes et il y eut notamment différentes propositions. Après avoir dit que ce vitrail daté de 1575, René Couffon indique dans Répertoire des églises et chapelles du diocèse de Quimper et de Léon que c'est un « Vitrail du XVIe siècle » . Tandis que Roger Barrié, dans sa thèse de doctorant sur le vitrail en Cornouaille au XVIe siècle, indique qu'il date de 1525-30 par un atelier de maîtres-verriers. Ce vitrail s'enregistre donc dans une période de prospérité doublé de la question du rattachement à la France. C'est notamment grâce à cette situation que l'on a pu voir apparaitre la dénomination de « siècle d'or du vitrail en Bretagne ».

#### La signature du vitrail
L'observation de ce vitrail offre l'hypothèse d'un atelier Le Sodec qui serait donc l'atelier ayant réaliser ce chef d’œuvre.

« L’œuvre, de haute qualité, constitue un repère pour l'étude de l'atelier local Le Sodec car elle porte plusieurs signatures explicites de deux de ses membres, Olivier et Laurent. »

— Françoise Gatouillat et Michel Hérold, dans l'ouvrage Corpus Vitrearum. Les vitraux de Bretagne de 2005.
Ce vitrail souligne une virtuosité des auteurs du fait de l'usage de vitraux doublés, de vitraux gravés centrés sur la harpe de David.

#### Un monument historique
Cet arbre de Jessé est classé comme objet monument historique le 11 mars 1902. Le vitrail est donc classé monument historique avant l'église. Cette dernière est classée à la suite d'une tempête de 1911 pour incité à la restauration de l'ensemble de l'édifice. Ainsi le vitrail est restauré en 1913.

« On refait les têtes de la Vierge, de Saint Jean, du donateur, le corps du Christ, et l'on remplace quelques pièces des Rois, notamment des damassés ocre, un peu criards »

— Roger Barrié dans sa thèse sur les vitraux de Cornouaille.

##### Un jeu des couleurs
Une forte impression nous est transmise lors de l'observation de ce vitrail en raison du jeu des couleurs et l'emploi de couleurs vives : rouge, vert, bleu, jaune.
Il y a tout de même des spécificités quant à l'emploi des couleurs comme le bleu qui est réservé à la Vierge Marie.

##### Une disposition avec une coupure
Il y a deux groupes distincts grâce à la présence d'un arbre en vert. En Bas, Jessé assoupi est encadré du donateur et d'une Sainte-Trinité souffrante afin de rappeler le vocable de l'église. Le deuxième groupe se trouve en hauteur, donc au sommet de l'arbre avec le Christ en Croix entouré de la Vierge et de Saint Jean.

##### Une place centrale de l'arbre
L'arbre sort du cœur de Jessé est structure ainsi l’œuvre pour s’élever vers le haut qui est couronné par une fleur blanche servant de support à la croix.
La verticalité des jambes du Crucifié est un prolongement de la branche centrale faisant ainsi office de transition entre la fleur et l'arbre.

« Rameau et fleur sont mis en relation ici avec la Croix, dans une décomposition qui joue sur le rapport paradoxal entre la mort et la vie »

— l'Atelier de Recherche sémiotique.
Le Crucifié, sur sa Croix, est entouré de cinq angelots de couleurs différentes (bleu, blanc et trois sont verts) montrant ainsi encore la technique du maître-verrier ayant ici recourt à l'incrustation en chef d’œuvre.

##### La Vierge Marie et saint Jean
Ces personnages se trouvent autour du Crucifié. À gauche du Christ se trouve notamment la Vierge Marie qui est ici entouré de cinq angelot bleu ou jaune. La finesse de la représentation de Marie attire notre regard mais cela est amplifié par la présence de son manteau bleu et de sa robe jaune or. Tandis que Saint Jean porte un manteau émeraude sur une robe bleu foncé. Il est lui aussi entouré de cinq angelet (deux verts, deux jaunes et un bleu).

##### Les rois de l'Arbre de Jessé
Ils sont douze. Ils se trouvent en quinconce sur les branches de l'arbre vert. Les postures sont diverses et se détache du fond rouge uni avec des vêtements orner de différentes broderies.

## Galerie

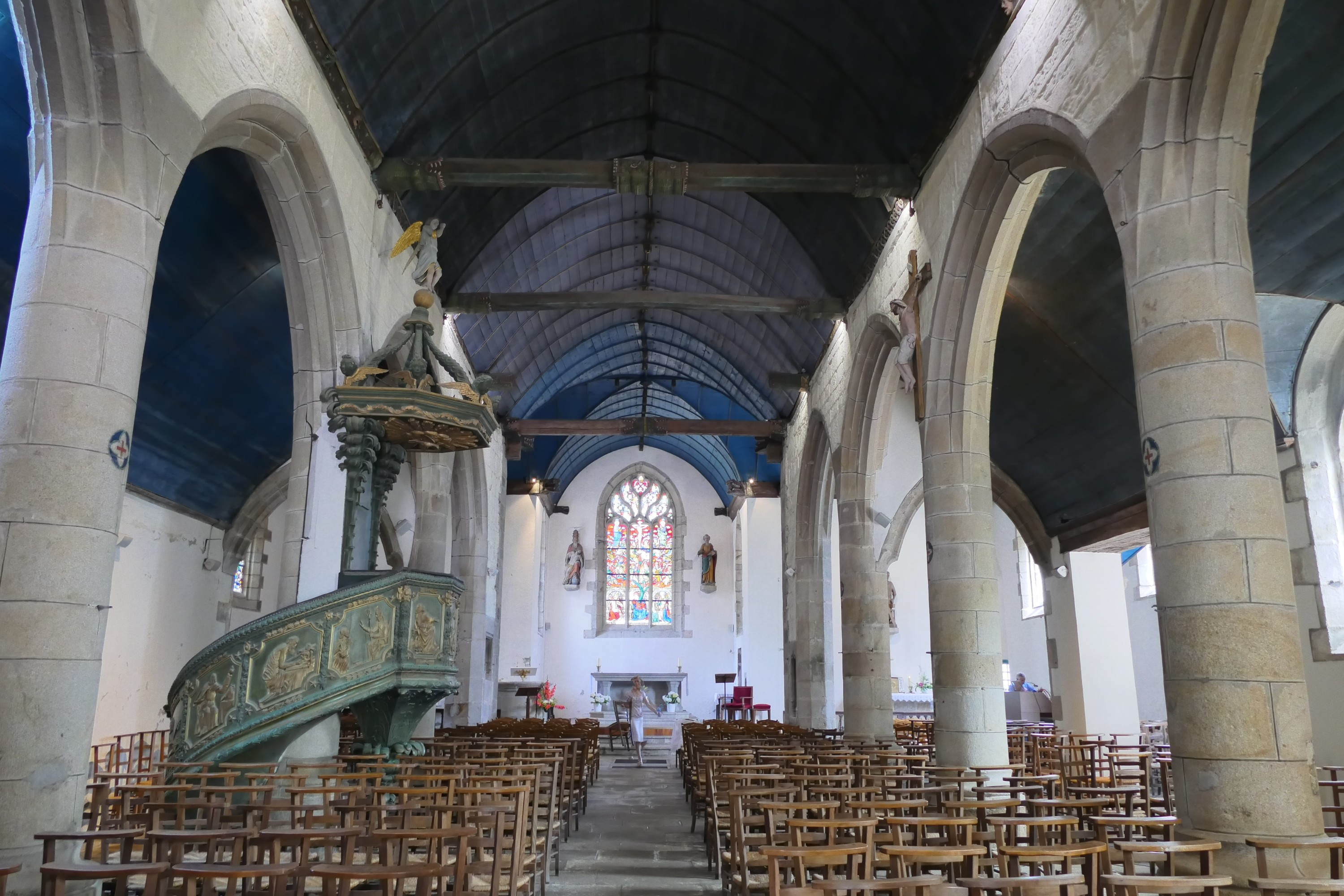
Vue intérieure de l’église de la Trinité de Quimper.
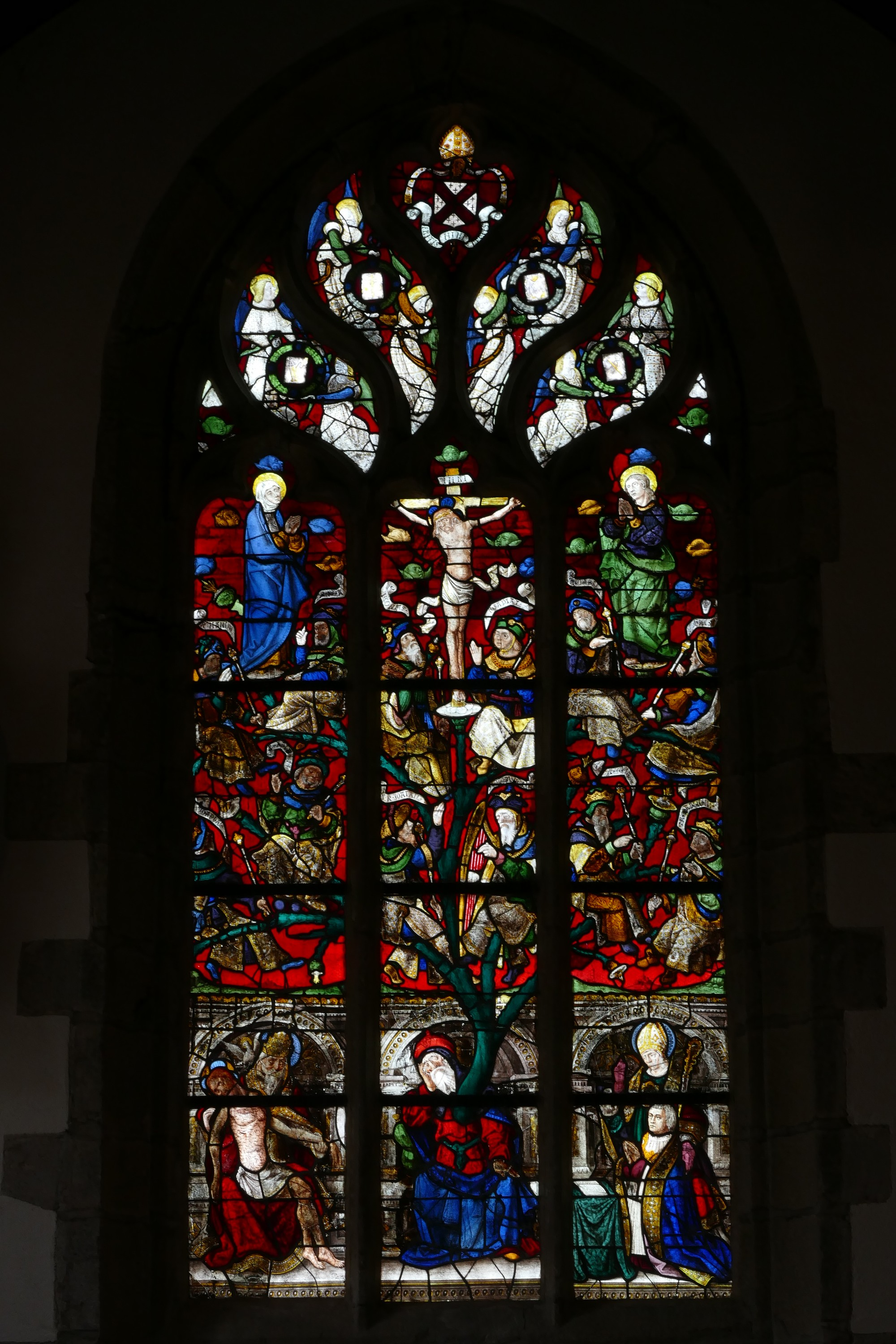
Vitrail de l'Arbre de Jessé.
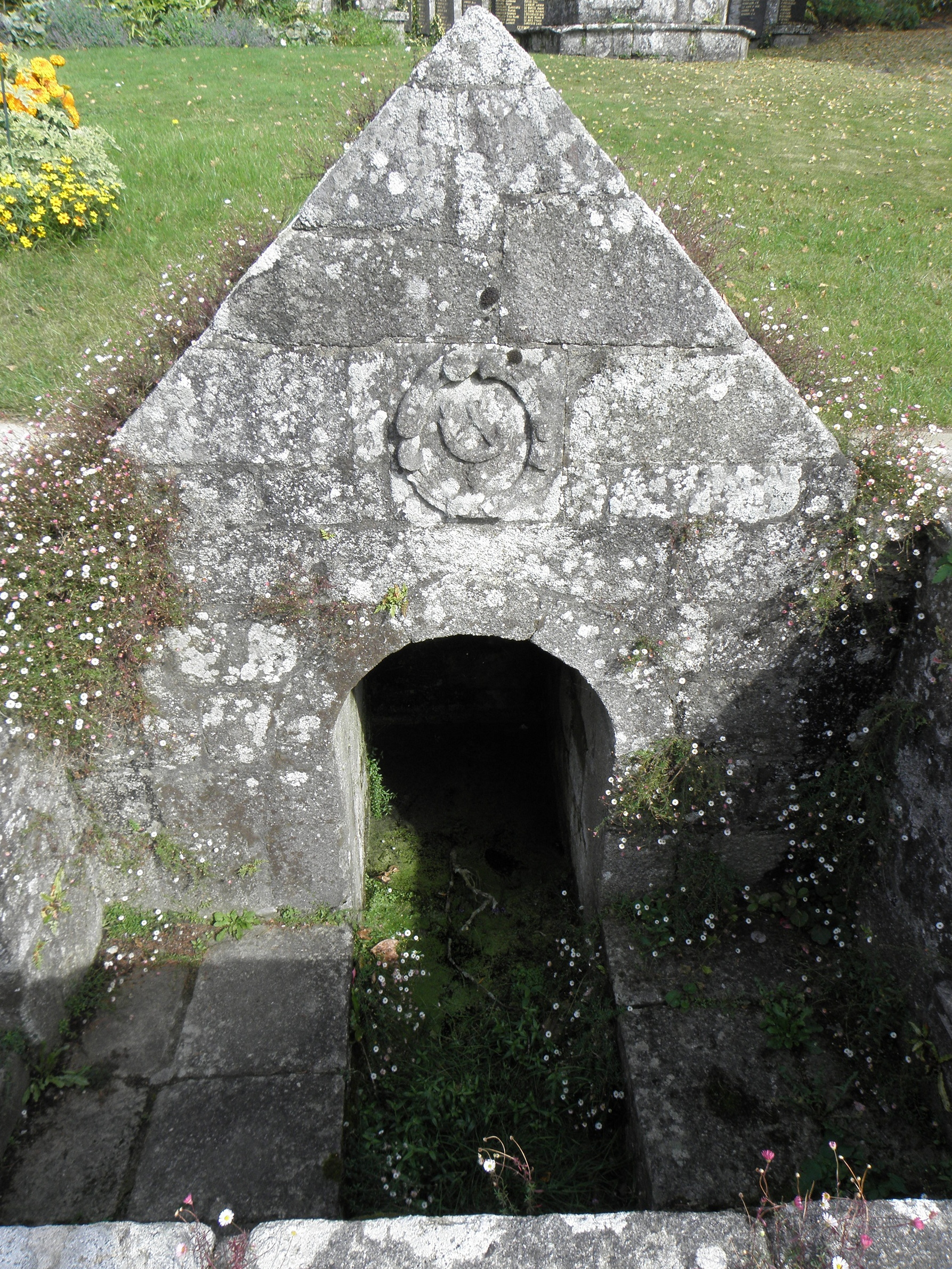
Fontaine de l'église de la Trinité.
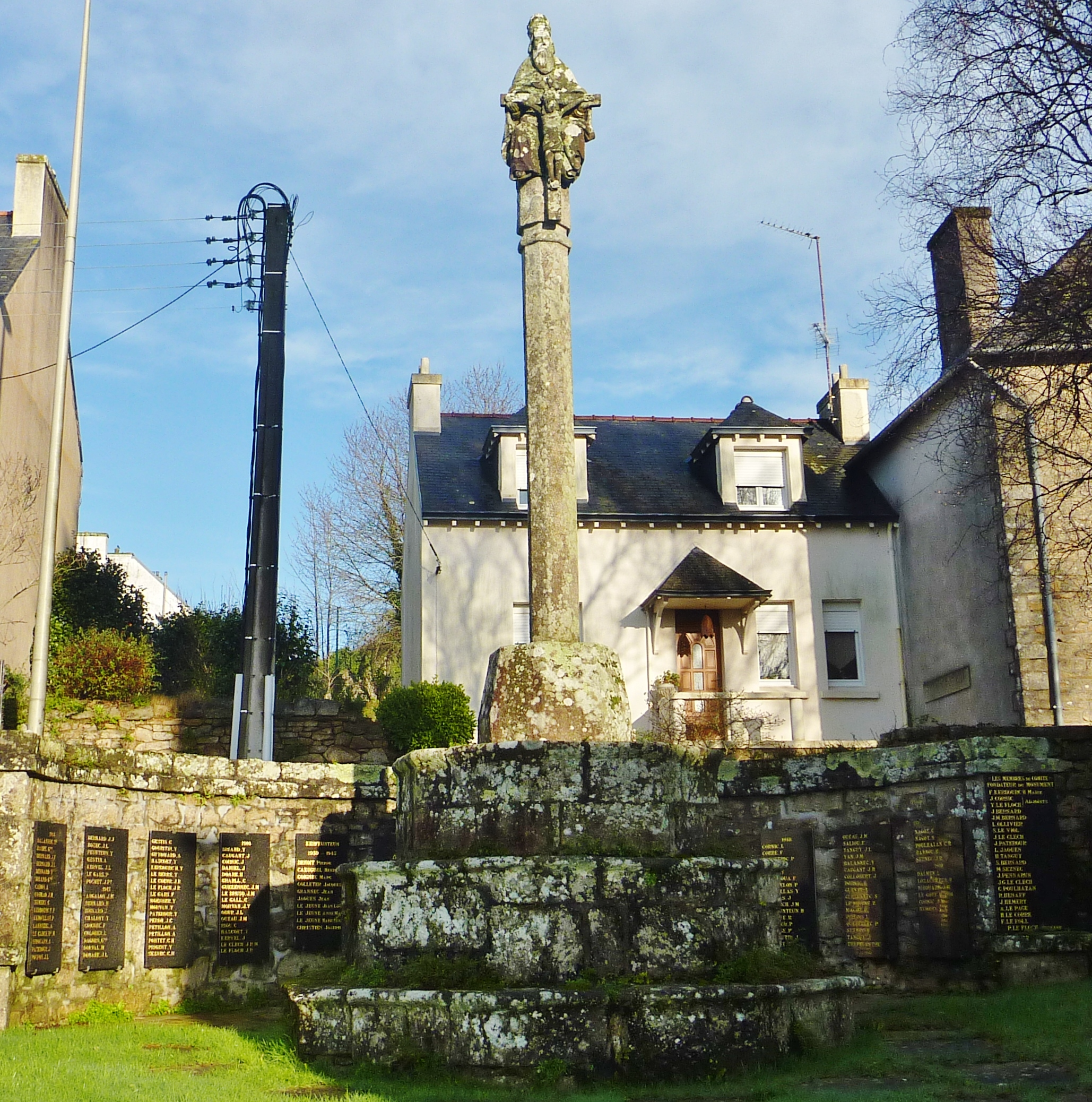
Calvaire de l'église de la Trinité de Quimper.
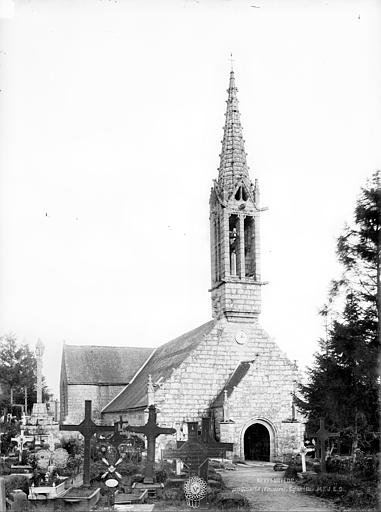
Église de la Trinité de Kerfeunteun avant 1926.

## Mention de l'église par Gustave Flaubert
« Église de Kerfeunteun. - Clocher carré à jour, en pierre. A gauche sous le porche une inscription en marbre blanc indiquant que le peintre Valentin, né à Guingamp, est enterré là ; belle verrière du fond : arbre généalogique de la Trinité dont le sommet soutient les pieds de la croix où le Christ agonise. - Église de la Mère-Dieu. - Jeune homme blond qui nous a apporté la clef; veste bleue, cheveux contenus sous son chapeau. Quand il s'est agenouillé dans l'église ils ont déroulé comme ceux d'une femme, séparés par une raie sur le milieu de la tête. […]
L'intérieur de l'église est nul, mais elle est si chastement cachée dans un nid de feuillage! Une date indique qu'elle a été construite en 1590 et l'on aurait juré que l'église était des XIe ou XIVe siècles. »

— Gustave Flaubert.